# Rantsila
Rantsila est une ancienne municipalité du centre-ouest de la Finlande, dans la région d'Ostrobotnie du Nord.
Elle se situe à la jonction des grandes plaines plaines d'Ostrobotnie et des premiers reliefs orientaux. Très peu peuplée, elle est traversée par la rivière Siikajoki.
La population se répartit entre seulement cinq villages, dans un paysage très sauvage et largement marécageux. Plus de 70 % de la commune est couverte de marais, ce qui en fait largement la municipalité la plus marécageuse de Finlande.
La municipalité est traversée par la nationale 4 (E75) le grand axe routier nord-sud du pays et par la route régionale 807. 
Les communes limitrophes sont Ruukki au nord-ouest, Liminka au nord, Kestilä à l'est, Pulkkila au sud, Haapavesi au sud-ouest et Vihanti à l'ouest.
Elle est le lieu de vie d'Ari Kivikangas, personnalité internet se filmant 24h/24 depuis plus de 4 ans, plus connue sous le nom de Cyberman.